# Carl Wilhelm Wutzer
Carl Wilhelm Wutzer est un médecin-militaire prussien, né le 17 mars 1789 à Berlin et mort le 19 septembre 1863 à Bonn.
Après son service dans l'armée allemande comme chirurgien, il enseigne l'anatomie et la chirurgie à l'école de chirurgie de Münster.
En 1830, il est professeur de chirurgie à Halle (Saxe-Anhalt) puis en 1833 à Bonn.